# Ащин, Илья Евгеньевич
Илья Евгеньевич Ащин (3 июня 1980, Москва, СССР) — российский гребец.

## Карьера
Участник трёх чемпионатов мира.
Участник двух чемпионатов Европы. Бронзовый призёр чемпионата Европы 2007 года в соревнования лёгких непарных четвёрок без рулевого.